# Cachanocoris
Cachanocoris is een geslacht van wantsen uit de familie van de Reduviidae (Roofwantsen). Het geslacht werd voor het eerst wetenschappelijk beschreven door Rider in 1998.

## Soorten
Het genus bevat de volgende soorten:

- Cachanocoris ivorensis Villiers, 1959
- Cachanocoris vincenti Villiers, 1966